# 거리국
거리국(渠犁國)은 타클라마칸 사막 고대 서역 36국의 하나였으며, 한나라 때는 위리(尉犁)로 알려졌으며 서역도호부에 복속되었다.
쿠얼러는 고대 서역에 자리잡았던 서른 여섯나라 가운데 하나인 거리국(渠犁國)의 본거지이다. 한서(漢書)의 기록에 의하면 당시 인구는 일만명이 채되지 못했다.
기도위(騎都尉) 정길(鄭吉)은 신작(神爵) 연간(기원전 61~58년)부터 옌치[焉耆(아그니, 카라샤르)]와 쿠차(龜玆) 사이에 있는 거려(渠犁,차디르)에서 한나라에 귀순한 흉노의 일축왕(日逐王)을 맞이했다.
기원전 59년 서역에 수비대를 설치한 곳은 천산남로의 고차동쪽에 있는 오루성(烏樓城:차디르)이었다. 서한 시대에는 서역을 완전히 장악했다. 그러나 동한에 이르러 장악했던 힘이 쇠퇴한다.